# Petroica
Petroica Swainson, 1829 è un genere di uccelli della famiglia dei Petroicidi. Malgrado i rappresentanti di questa famiglia vengano chiamati anche «pettirossi australasiatici» per le macchie di colore rosso e rosa di alcune specie, non sono affatto imparentati né con il pettirosso europeo né con il pettirosso americano.

## Tassonomia
Il nome Petroica deriva dal greco antico petro- («roccia») e oikos («casa»), e si riferisce all'abitudine di questi uccelli di appollaiarsi sulle rocce. Molte specie australiane hanno il petto di colore rosso e per questo sono note comunemente come Red Robins («pettirossi rossi»), per distinguerle dai cosiddetti Yellow Robins («pettirossi gialli»), nome attribuito alle specie del genere Eopsaltria.
Il genere comprende quattordici specie:
- Petroica rosea Gould, 1840 - petroica pettorosa;
- Petroica rodinogaster (Drapiez, 1819) - petroica ventrerosa;
- Petroica archboldi Rand, 1940 - petroica della Snow Mountain;
- Petroica bivittata De Vis, 1897 - petroica alpina;
- Petroica phoenicea Gould, 1837 - petroica di fiamma;
- Petroica polymorpha Mayr, 1934 - petroica delle Salomone;
- Petroica pusilla Peale, 1849 - petroica del Pacifico;
- Petroica multicolor (J. F. Gmelin, 1789) - petroica di Norfolk;
- Petroica boodang (Lesson, 1837) - petroica scarlatta;
- Petroica goodenovii (Vigors e Horsfield, 1827) - petroica fronterossa;
- Petroica macrocephala (J. F. Gmelin, 1789) - petroica della Nuova Zelanda;
- Petroica longipes (R. Lesson e Garnot, 1827) - petroica bruna dell'Isola del Nord;
- Petroica australis (Sparrman, 1788) - petroica bruna dell'Isola del Sud;
- Petroica traversi (Buller, 1872) - petroica delle Chatham.

La maggior parte di esse (P. rosea, P. rodinogaster, P. phoenicea, P. boodang e P. goodenovii) è originaria dell'Australia, due specie (P. archboldi e P. bivittata) sono endemiche della Nuova Guinea, tre (P. macrocephala, P. longipes e P. australis) della Nuova Zelanda e P. traversi delle isole Chatham, la maggiore dell'arcipelago omonimo, mentre P. multicolor occupa un areale compreso tra le Vanuatu e le Samoa.